# Muddy Waters
McKinley Morganfield (bedre kendt som Muddy Waters) (født 4. april 1913, død 30. april 1983) var en amerikansk blues-guitarist og sanger,  der anses for at være grundlæggeren af Chicago blues bevægelsen.
Waters første indspilning blev lavet af Alan Lomax på en plantage i Mississippi som del af en serie optagelser til kongresbiblioteket i 1940, der skulle dokumentere musik fra forskellige egne af USA. Waters flyttede senere til Chicago, hvor han skiftede sin akustiske guitar ud for en elektrisk, tilføjede en bassist, mundharmonika, og trommeslager til sin gruppe, og derved fik grundlagt den første Chicago blues-gruppe. Han spillede med mange forskellige grupper i vest-Chicago, før han skrev kontrakt med Chess Records.
Waters indflydelse på moderne musik har været enorm og omfatter så forskellige stilarter som blues, rock, jazz og country. Det var Waters som fik den første pladekontrakt til Chuck Berry.
Waters turnéer i England tidligt i 60'erne var nok første gang et forstærket, hård-rockende orkester blev hørt der. En kritiker måtte endda trække sig tilbage til toiletterne for at skrive sin anmeldelse, da han syntes gruppen spillede alt for højt. The Rolling Stones er opkaldt efter et Muddy Waters nummer, Rollin' Stone (også kendt som Catfish Blues) fra 1950. Et af Led Zeppelins største hits, Whole Lotta Love, er baseret på et Muddy Waters nummer skrevet af Willie Dixon. Dixon skrev nogle af Waters bedst-kendte numre, så som I Just Want to Make Love to You, Hoochie Coochie Man og I'm Ready. Andre kendte Waters-numre er blandt andre Long Distance Call, Mannish Boy og bluesrock klassikeren I've Got My Mojo Working.
Muddy Waters døde i Westmont, Illinois, i en alder af 70.
Fender har lavet en Muddy Waters signature model Telecaster.